# Nico van der Meer
Nico van der Meer (Voorburg, 8 februari 1972) is een voormalig Nederlands voetballer. Hij speelde voor VVV en TOP Oss.

## Spelerscarrière
Van der Meer doorliep de jeugdopleiding van PSV, maar kwam daar niet verder dan het beloftenelftal. Hij maakte vervolgens de overstap naar de kersverse eredivisionist VVV waar hij op 28 augustus 1993 zijn competitiedebuut maakte in een met 2-0 gewonnen thuiswedstrijd tegen FC Volendam. Na vijf seizoenen bij de Venlose club verkaste de middenvelder in 1998 naar TOP Oss.
Vanwege veelvuldig blessureleed kwam hij daar weinig aan spelen toe. Zijn aflopende contract werd in 2001 niet verlengd. In 2001 vertrok hij naar de amateurs, waar hij achtereenvolgens uitkwam voor Halsteren, Wilhelmina '08, Terneuzen, Dijkse Boys en Braakhuizen.

### Profstatistieken
| Seizoen         | Club            | Competitie      | Competitie | Competitie | Beker | Beker | Nacompetitie | Nacompetitie | Totaal | Totaal |
| Seizoen         | Club            | Competitie      | Wed.       | Dlp.       | Wed.  | Dlp.  | Wed.         | Dlp.         | Wed.   | Dlp.   |
| --------------- | --------------- | --------------- | ---------- | ---------- | ----- | ----- | ------------ | ------------ | ------ | ------ |
| 1993/94         | VVV             | Eredivisie      | 8          | 0          | 0     | 0     | 6            | 0            | 14     | 0      |
| 1994/95         | VVV             | Eerste divisie  | 32         | 2          | 4     | 1     | 6            | 0            | 42     | 3      |
| 1995/96         | VVV             | Eerste divisie  | 31         | 2          | 6     | 2     | 4            | 0            | 41     | 4      |
| 1996/97         | VVV             | Eerste divisie  | 23         | 2          | 3     | 0     | 0            | 0            | 26     | 2      |
| 1997/98         | VVV             | Eerste divisie  | 19         | 2          | 1     | 0     | —            | —            | 20     | 2      |
| 1998/99         | TOP Oss         | Eerste divisie  | 21         | 2          | ?     | 0     | —            | —            | ??     | 2      |
| 1999/00         | TOP Oss         | Eerste divisie  | 13         | 1          | ?     | 0     | —            | —            | ??     | 1      |
| 2000/01         | TOP Oss         | Eerste divisie  | 19         | 0          | ?     | 0     | —            | —            | ??     | 0      |
| Carrière totaal | Carrière totaal | Carrière totaal | 166        | 11         | ??    | 3     | 16           | 0            | ???    | 14     |

## Verdere loopbaan
Na afloop van zijn voetbalcarrière is Van der Meer werkzaam geweest in diverse commerciële functies. In het seizoen 2008-2009 keerde hij tijdelijk terug in de voetballerij, als commercieel manager bij RKC Waalwijk.

## Trivia
Zijn vader, Nico van der Meer senior, was in de jaren zestig eveneens profvoetballer bij FC Hilversum. Hij is een neef van Dennis Bergkamp.